# Saint's Bay
Saint's Bay (engelska: Saint’s Bay) är en vik i kronbesittningen Guernsey. Den ligger i den södra delen av landet.